# 倉石信乃
倉石 信乃（くらいし しの、1963年 - ）は、日本の詩人、批評家（美術評論家・写真評論家）。明治大学理工学部総合文化教室教授。男性。長野県生まれ。

## 略歴
1988年多摩美術大学美術学部芸術学科卒業。1989年、「ユリイカの新人」に選ばれ、詩人としてデビューするかたわら、1988年から2007年まで横浜美術館学芸員を務めた。
その間、「恩地孝四郎」展（1994年）、「ロバート・フランク──ムーヴィング・アウト」展（1995年）、「菅木志雄──スタンス」展（1999年）、「中平卓馬　原点復帰─横浜」展（2003年）、「李禹煥　余白の芸術」展（2005年）などを担当した。1998年には、『反写真論』収録の「写真使用法」により第4回重森弘淹写真評論賞を受賞した。2007年に明治大学理工学部准教授に就任。2008年より同大学院理工学研究科新領域創造専攻ディジタルコンテンツ系を受け持つ。
東京藝術大学で、2010年度前期に「写真映像論」の講義を行った。2011年度には、『スナップショット』で公益社団法人日本写真協会学芸賞を受賞した。

## 著書
- 『反写真論』（オシリス、河出書房新社、1999年）紹介
- 『スナップショット　写真の輝き』（大修館書店、2010年）
- 『使い』（思潮社、2018年）第24回中原中也賞候補

### 監修
- 沖縄写真家シリーズ「琉球烈像」全9巻（仲里効共監修、未来社、2010-12）

### 共編著
- 『明るい窓 風景表現の近代』（柏木智雄・新畑泰秀共編著、大修館書店、2003年）
- 『失楽園 風景表現の近代1870-1945』（柏木智雄・新畑泰秀共編著、大修館書店、2004年）
- ヌード写真の展開（横浜美術館叢書、二階堂充・倉石信乃・天野太郎、横浜美術館学芸部・編集、有隣堂、1995年）

- 世界の写真家101（多木浩二・大島洋編、新書館、1997年）
  - 倉石信乃が執筆した写真家は、以下の10人。
    - ダイアン・アーバス（Diane Arbus, 1923-1971）
    - ウィージー（アーサー・H・フェリグ）（WEEGEE (Arthur H. Fellig), 1899-1968）
    - ゲーリー・ウィノグランド（Garry Winogrand, 1928-1984）
    - エドワード・ウェストン（Edward Weston, 1886-1958）
    - ロバート・キャパ（Robert Capa (Andrei Friedmann), 1913-1954）
    - シンディ・シャーマン（Cindy Sherman, born 1954）
    - ビル・ブラント（Bill Brandt, 1904-1983）
    - ハンス・ベルメール（Hans Bellmer, 1902-1975）
    - エドワード・マイブリッジ（Eadweard Muybridge, 1830-1904）
    - ヘンリー・ピーチ・ロビンソン（Henry Peach Robinson, 1830-1901）

- カラー版 世界写真史（飯沢耕太郎監修、美術出版社、2004年、執筆・飯沢耕太郎+大日方欣一+深川雅文+井口壽乃+増田玲+倉石信乃+森山朋絵） 
  - 執筆部分は、「6◉写真の現在|1980‐20世紀末 Current Photograph - 1980's to the end of the 20th century」
- その他、「Yahoo!百科事典」においても、次の10人について執筆している。。
  - 荒木経惟（あらきのぶよし）（1940-）（倉石信乃）
  - ウィージーWeegee（1899-1969）（倉石信乃）
  - ウィノグランドGarry Winogrand（1928-84）（倉石信乃）
  - 金村修（かねむらおさむ）（1964-）（倉石信乃）
  - シャーマンCindy Sherman（1954-）（倉石信乃）
  - 高梨豊（たかなしゆたか）（1935-）（倉石信乃）
  - 中平卓馬（なかひらたくま）（1938-）（倉石信乃）
  - ベアトFelix Beato（名はフェリスFeliceとも書く）（1834-1908ころ）（倉石信乃）
  - 宮本隆司（みやもとりゅうじ）（1947-）（倉石信乃）
  - ロビンソンHenry Peach Robinson（1830-1901）（倉石信乃）